# Fahrpersonalrecht
Das Fahrpersonalrecht bezeichnet die Gesamtheit aller Rechtsvorschriften für Fahrer im Straßentransport mit Fahrzeugen, die zur Güter- oder Personenbeförderung dienen.
Zum Fahrpersonalrecht zählen im deutschen Recht das Arbeitszeitgesetz (ArbZG), das Gesetz zur Regelung der Arbeitszeit von selbständigen Kraftfahrern (KrFArbZG), das Gesetz über das Fahrpersonal von Kraftfahrzeugen und Straßenbahnen (Fahrpersonalgesetz – FPersG) und die Verordnung zur Durchführung des Fahrpersonalgesetzes (Fahrpersonalverordnung – FPersV). 
Auf europäischer Ebene zählen zu diesem Rechtsgebiet die Verordnung (EG) Nr. 561/2006, die Verordnung (EU) Nr. 165/2014 und das Europäische Übereinkommen über die Arbeit des im internationalen Straßenverkehr beschäftigten Fahrpersonals (AETR-Abkommen).
Insbesondere werden für die Fahrer in den jeweils zur Anwendung kommenden Rechtsvorschriften Arbeitszeiten, Nachtarbeit, Lenkzeiten, Lenkdauer, Ruhepausen, Fahrtunterbrechungen sowie tägliche und wöchentliche Ruhezeiten geregelt.
Tarifvertragliche Bestimmungen sowie Betriebs- bzw. Dienstvereinbarungen werden im Allgemeinen nicht zum Fahrpersonalrecht gezählt. 

## Weblink
- Kurzinformationen zum Fahrpersonalrecht